# San Miguel (Chili)
Pour les articles homonymes, voir San Miguel.
San Miguel est une commune du Chili, située dans la province et la région métropolitaine de Santiago.

## Géographie

### Situation

Localisation de San Miguel (en rouge) au sein de l'agglomération de Santiago.

La commune s'étend sur 10 km2 dans le sud de l'agglomération de Santiago. Elle est formée principalement de quartiers résidentiels.

## Histoire
La commune est créée le 10 août 1896 en réunissant les quartiers de Santa Rosa et Subercaseaux issus du territoire de la commune de Ñuñoa. Elle doit son nom à l'archange Michel.

## Politique et administration
La commune est dirigée par un maire et huit conseillers élus pour un mandat de quatre ans. Les dernières élections ont eu lieu les 26 et 27 octobre 2024. 
| Période                                  | Période         | Identité                   | Étiquette | Qualité |
| ---------------------------------------- | --------------- | -------------------------- | --------- | ------- |
| Les données manquantes sont à compléter. |                 |                            |           |         |
| 26 septembre 1992                        | 6 décembre 2004 | Juan Claudio Godoy Sáez    | DC        |         |
| 6 décembre 2000                          | 6 décembre 2004 | Eduardo Ramírez Cruz       | UDI       |         |
| 6 décembre 2004                          | 6 décembre 2016 | Julio Palestro Velásquez   | PSC       |         |
| 6 décembre 2016                          | 28 juin 2021    | Luis Sanhueza Bravo        | RN        |         |
| 28 juin 2021                             | 6 décembre 2024 | Érika Martínez Osorio (es) | CS        |         |
| 6 décembre 2024                          | en fonction     | Carol Bown Sepúlveda (es)  | UDI       |         |

## Transports
San Miguel est desservie par six stations de la ligne 2 et deux de la ligne 6 du métro de Santiago, ainsi que par le réseau d'autobus Red de l'agglomération de Santiago.

## Personnalités liées à la commune
- Marcelo Morales (né en 2003), footballeur chilien, né à San Miguel.